# Autostrada A443 (Niemcy)
Autostrada A443 (niem. Bundesautobahn 443 (BAB 443) także Autobahn 443 (A443)) – dawna autostrada w Niemczech, która pełniła funkcję obwodnicy miasta Unna. Wraz z otwarciem kolejnego odcinka A44 pod koniec 1972 roku, trasa A443 przestała pełnić swoje funkcje.
Obecnie na miejscu starej autostrady biegnie droga krajowa B233.